# 赤川河川緑地
赤川河川緑地（あかがわかせんりょくち）は、山形県鶴岡市にある河川敷。赤川河川緑地公園として整備されている。

## 概要
鶴岡市を流れる赤川の河川敷に整備された。赤川に架かる羽黒橋から三川橋までの区間に整備され、並行する国道112号沿いに位置する。市街地に位置し、JR羽越本線鶴岡駅から車で5分の立地である。園内には約300本の桜並木が1.5kmに渡って存在し、春は桜を楽しむことができる。いも煮広場もあり、秋には芋煮会をすることも可能。グランドや多目的広場も整備され、サッカーや野球といったスポーツを行うことも可能。これらを整備するための高水敷の整正や親水公園としての役目を果たすために階段護岸の設置などが施されている。

## 赤川花火大会
赤川河川緑地で行われる催しとして赤川花火大会がある。毎年8月中旬に行われる。2014年にYahoo花火が選定した日本の花火100選でベスト10入りも果たしている。
1991年に鶴岡青年会議所が中心となって開催されたのが始まりである。花火の打ち上げ場所は全長2kmに渡り、花火の上空幅は1,000mに及ぶ。この会場の広さを生かした打ち上げ花火は全国でも珍しい花火大会とされている。
第1回は東北花火競技会として開催したが、第2回以降はつながりもあった秋田県の大曲青年会議所のアドバイスを受け、全国デザイン花火競技大会として開催している。
花火大会の際は公園の駐車場は使用不可となるので、交通機関を利用するかシャトルバスの利用となる。
第29回大会は2019年8月17日に行われ、約1万2000発の花火が打ち上げられた。

### 新型コロナウイルス感染拡大による影響
2020年8月15日の第30回大会は、新型コロナウイルス感染拡大に伴い翌年以降へ延期。2021年は新型コロナウイルス感染症の収束を願い、「赤川花火プレゼンツ2021」と題し7月23日から8月21日の期間に毎日約30発の花火を赤川河川敷に打ち上げた。
2022年8月20日、3年ぶりに観客席を設け開催。これまで例年行われていたデザイン花火競技会は見合わせとなったが、旧庄内藩主酒井家の入部400年記念や、テレビアニメ『東京卍リベンジャーズ』とのコラボ企画の花火などが披露された。